# Liste der Naturdenkmale in Kamenz
Die Liste der Naturdenkmale in Kamenz nennt die Naturdenkmale in Kamenz im sächsischen Landkreis Bautzen.

## Definition
„Naturdenkmäler sind rechtsverbindlich festgesetzte Einzelschöpfungen der Natur oder entsprechende Flächen bis zu fünf Hektar, deren besonderer Schutz erforderlich ist
1. aus wissenschaftlichen, naturgeschichtlichen oder landeskundlichen Gründen oder
2. wegen ihrer Seltenheit, Eigenart oder Schönheit.“

## Liste
Link zu einem Kartenansichtstool, um Koordinaten zu setzen.
| Bild                          | Bezeichnung                   | Lage                                                                | Beschreibung | Datum | Nummer |
| ----------------------------- | ----------------------------- | ------------------------------------------------------------------- | ------------ | ----- | ------ |
| BW                            | Schwarze Fichten              | Biehla-Weißig (51° 20′ 20,3″ N, 14° 5′ 38,4″ O)                     |              |       | KM026  |
| BW                            | Saliswiesen                   | Biehla-Weißig (51° 20′ 20,5″ N, 14° 6′ 12,7″ O)                     |              |       | KM027  |
| BW                            | Wobrasch                      | Biehla-Weißig (51° 19′ 45,5″ N, 14° 7′ 40″ O)                       |              |       | KM037  |
| BW                            | Torfgruben                    | Schönteichen (51° 18′ 52,2″ N, 14° 0′ 26,1″ O)                      |              |       | KM039  |
| BW                            | Mühlberg                      | Schönteichen (51° 18′ 58,6″ N, 14° 1′ 26,7″ O)                      |              |       | KM041  |
| BW                            | Schulberg                     | Schönteichen (51° 18′ 50,9″ N, 14° 2′ 4,7″ O)                       |              |       | KM042  |
| BW                            | Schönbachquelle               | Schönteichen (51° 18′ 28,2″ N, 14° 1′ 11,2″ O)                      |              |       | KM047  |
| BW                            | Saleskbachquelle              | Cunnersdorf (51° 18′ 17,1″ N, 14° 2′ 52,6″ O)                       |              |       | KM052  |
| Fotos hochladen               | Großteichdamm Deutschbaselitz | Deutschbaselitz die Großteichstraße (51° 17′ 57,1″ N, 14° 8′ 51″ O) |              |       | KM053  |
| BW                            | Großteichdamm Deutschbaselitz | Deutschbaselitz (51° 18′ 16,5″ N, 14° 9′ 7,1″ O)                    |              |       | KM053  |
| BW                            | Große Insel Deutschbaselitz   | Deutschbaselitz (51° 17′ 55,3″ N, 14° 9′ 12,6″ O)                   |              |       | KM054  |
| BW                            | Zipfelteich                   | Schönteichen (51° 17′ 42,7″ N, 14° 0′ 33,8″ O)                      |              |       | KM057  |
| BW                            | Hangmoor Rohrbach             | Schönteichen (51° 17′ 49,5″ N, 14° 1′ 26,9″ O)                      |              |       | KM058  |
| BW                            | Schlangenberg                 | Schönteichen (51° 17′ 28,2″ N, 14° 1′ 51,4″ O)                      |              |       | KM059  |
| BW                            | Hunken                        | Schönteichen (51° 17′ 26,7″ N, 14° 2′ 11,4″ O)                      |              |       | KM060  |
| BW                            | Bernbrucher Moor              | Kamenz (51° 17′ 18″ N, 14° 6′ 8,6″ O)                               |              |       | KM061  |
| BW                            | Galksberg                     | Schönteichen (51° 17′ 0″ N, 14° 1′ 33,3″ O)                         |              |       | KM064  |
| BW                            | Kleiner Sandteich             | Deutschbaselitz (51° 17′ 2,1″ N, 14° 9′ 41,1″ O)                    |              |       | KM065  |
| BW                            | Rundhöcker an den Steinbergen | Kamenz (51° 16′ 35,8″ N, 14° 7′ 13,5″ O)                            |              |       | KM068  |
| BW                            | Horken                        | Schönteichen (51° 16′ 22,2″ N, 14° 1′ 2,9″ O)                       |              |       | KM072  |
| BW                            | Horken                        | Schönteichen (51° 16′ 19″ N, 14° 1′ 3,8″ O)                         |              |       | KM072  |
| BW                            | Tiergarten                    | Schönteichen (51° 16′ 16,9″ N, 14° 1′ 52,6″ O)                      |              |       | KM073  |
| mehr Fotos \| Fotos hochladen | Eulenfelsen                   | Kamenz (51° 16′ 15,7″ N, 14° 6′ 15,9″ O)                            |              |       | KM074  |
| BW                            | Breitenberg                   | Schönteichen (51° 15′ 51,8″ N, 13° 59′ 57,1″ O)                     |              |       | KM077  |
| BW                            | Rote Mühle                    | Lückersdorf (51° 15′ 43,3″ N, 14° 4′ 39,9″ O)                       |              |       | KM078  |
| BW                            | Herrenbüschel                 | Kamenz (51° 16′ 2,4″ N, 14° 5′ 46,3″ O)                             |              |       | KM079  |
| BW                            | Reinhardsberg                 | Kamenz (51° 16′ 8,3″ N, 14° 6′ 2,3″ O)                              |              |       | KM080  |
| Fotos hochladen               | Gickelsberg                   | Kamenz (51° 15′ 47″ N, 14° 5′ 58″ O)                                |              |       | KM081  |
| BW                            | Heiliger Berg                 | Hennersdorf (51° 14′ 13,3″ N, 14° 4′ 22,4″ O)                       |              |       | KM106  |
| BW                            | Wobraschken                   | Biehla-Weißig (51° 19′ 35,6″ N, 14° 7′ 36,4″ O)                     |              |       | KM158  |
| BW                            | Wacholderbusch                | Deutschbaselitz (51° 16′ 52,2″ N, 14° 10′ 14,9″ O)                  |              |       | KM159  |
| BW                            | Walberggipfel                 | Schönteichen (51° 15′ 45,8″ N, 14° 2′ 36,1″ O)                      |              |       | KM168  |
| BW                            | Felsen an der Kuckucksburg    | Kamenz (51° 15′ 57,4″ N, 14° 5′ 40,9″ O)                            |              |       | KM186  |
| BW                            | Stieleiche                    | Deutschbaselitz (51° 17′ 11,4″ N, 14° 8′ 32″ O)                     |              |       | 9      |
| BW                            | Rundhöcker                    | Kamenz (51° 16′ 13,5″ N, 14° 7′ 30″ O)                              |              |       | 11     |
| BW                            | Rundhöcker                    | Kamenz (51° 16′ 16,6″ N, 14° 7′ 21,1″ O)                            |              |       | 12     |
| BW                            | Rundhöcker/Biwaksteine        | Kamenz (51° 16′ 5,1″ N, 14° 7′ 46,3″ O)                             |              |       | 13     |
| BW                            | Stieleiche                    | Bernbruch (51° 17′ 31,6″ N, 14° 5′ 44,4″ O)                         |              |       | 14     |
| BW                            | Stieleiche                    | Bernbruch (51° 17′ 46,4″ N, 14° 5′ 8,5″ O)                          |              |       | 15     |
| BW                            | Stieleiche                    | Liebenau (51° 16′ 57,9″ N, 14° 4′ 12,6″ O)                          |              |       | 16     |
| BW                            | Grauwacken-Aufschluss         | Liebenau (51° 16′ 50,8″ N, 14° 4′ 15,5″ O)                          |              |       | 17     |
| BW                            | Quelle                        | Liebenau (51° 16′ 48,7″ N, 14° 3′ 36,4″ O)                          |              |       | 18     |
| BW                            | Eichen/Im Eichstück           | Brauna (51° 16′ 46,3″ N, 14° 3′ 7,2″ O)                             |              |       | 19     |
| BW                            | Stieleiche                    | Lückersdorf (51° 15′ 51,5″ N, 14° 3′ 28,4″ O)                       |              |       | 20     |
| BW                            | Eibe                          | Kamenz (51° 16′ 8,7″ N, 14° 5′ 35″ O)                               |              |       | 21     |
| BW                            | Felsgruppe. Grauwacke         | Kamenz (51° 15′ 57″ N, 14° 5′ 40,7″ O)                              |              |       | 22     |
| BW                            | Stieleiche                    | Kamenz (51° 16′ 8,5″ N, 14° 6′ 15,1″ O)                             |              |       | 23     |
| BW                            | Stieleiche                    | Wiesa (51° 14′ 59,6″ N, 14° 6′ 53,5″ O)                             |              |       | 27     |
| BW                            | Esche                         | Schwosdorf (51° 16′ 20,6″ N, 14° 1′ 11,5″ O)                        |              |       | 47     |
| BW                            | Stieleiche                    | Brauna (51° 17′ 22,1″ N, 14° 0′ 28,1″ O)                            |              |       | 48     |
| BW                            | Eibe                          | Cunnersdorf (51° 18′ 30,5″ N, 14° 2′ 46,8″ O)                       |              |       | 98     |
| BW                            | Endmoräne                     | Cunnersdorf (51° 19′ 4,1″ N, 14° 3′ 49,1″ O)                        |              |       | 99     |
| BW                            | Teufelsstein/Granitklippen    | Zschornau (51° 18′ 23,4″ N, 14° 6′ 5,8″ O)                          |              |       | 100    |
| Fotos hochladen               | Lindenallee                   | Biehla (51° 19′ 15,4″ N, 14° 6′ 0,9″ O)                             |              |       | 101    |
| BW                            | Stieleiche                    | Brauna (51° 16′ 46,4″ N, 14° 2′ 8,3″ O)                             |              |       | 252    |